# Parkhotel (Düsseldorf)

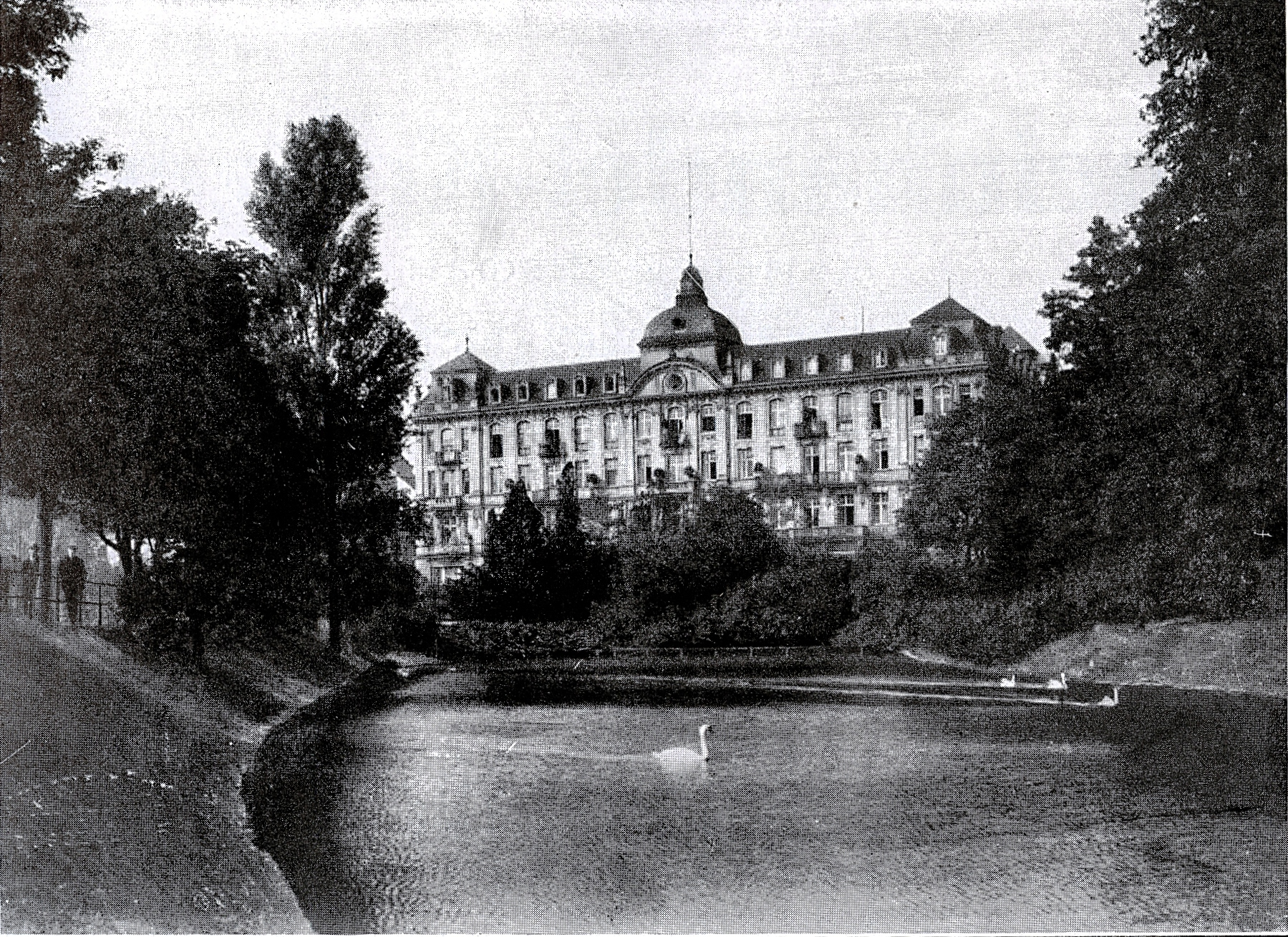
Parkhotel, Blick über Landskrone im Hofgarten, 1909

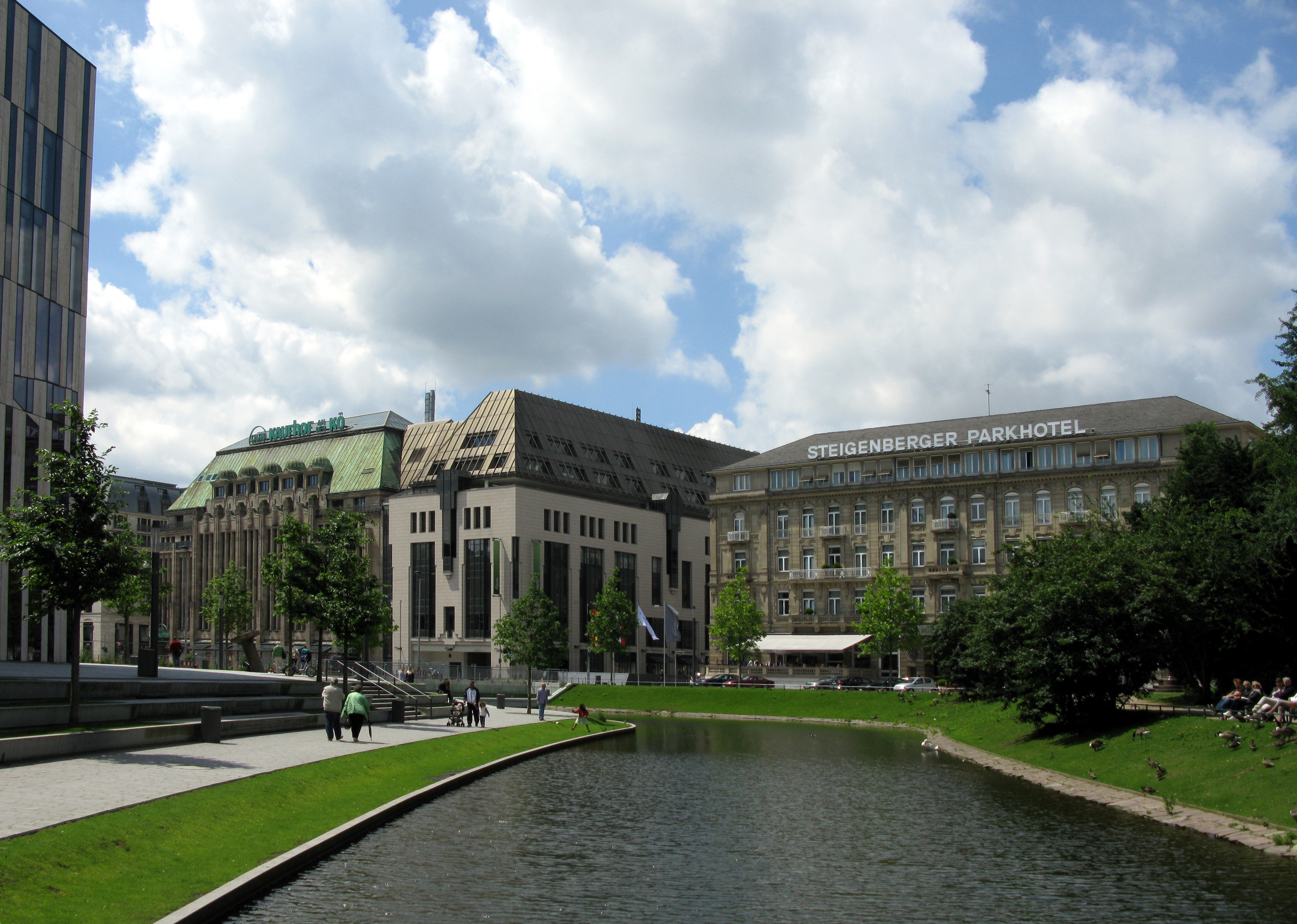
Steigenberger Parkhotel und Kaufhof an der Kö, Blick vom Kö-Bogen über Landkrone, 2016

Das Parkhotel (heute Steigenberger Parkhotel Düsseldorf) liegt an der Königsallee 1a in Düsseldorf-Stadtmitte. Das vormals unter der Adresse Corneliusplatz 1 firmierende denkmalgeschützte Grand Hotel grenzt unmittelbar an den südwestlichen Rand des Hofgartens und ist nur etwa 100 m von der Altstadt entfernt.

## Geschichte

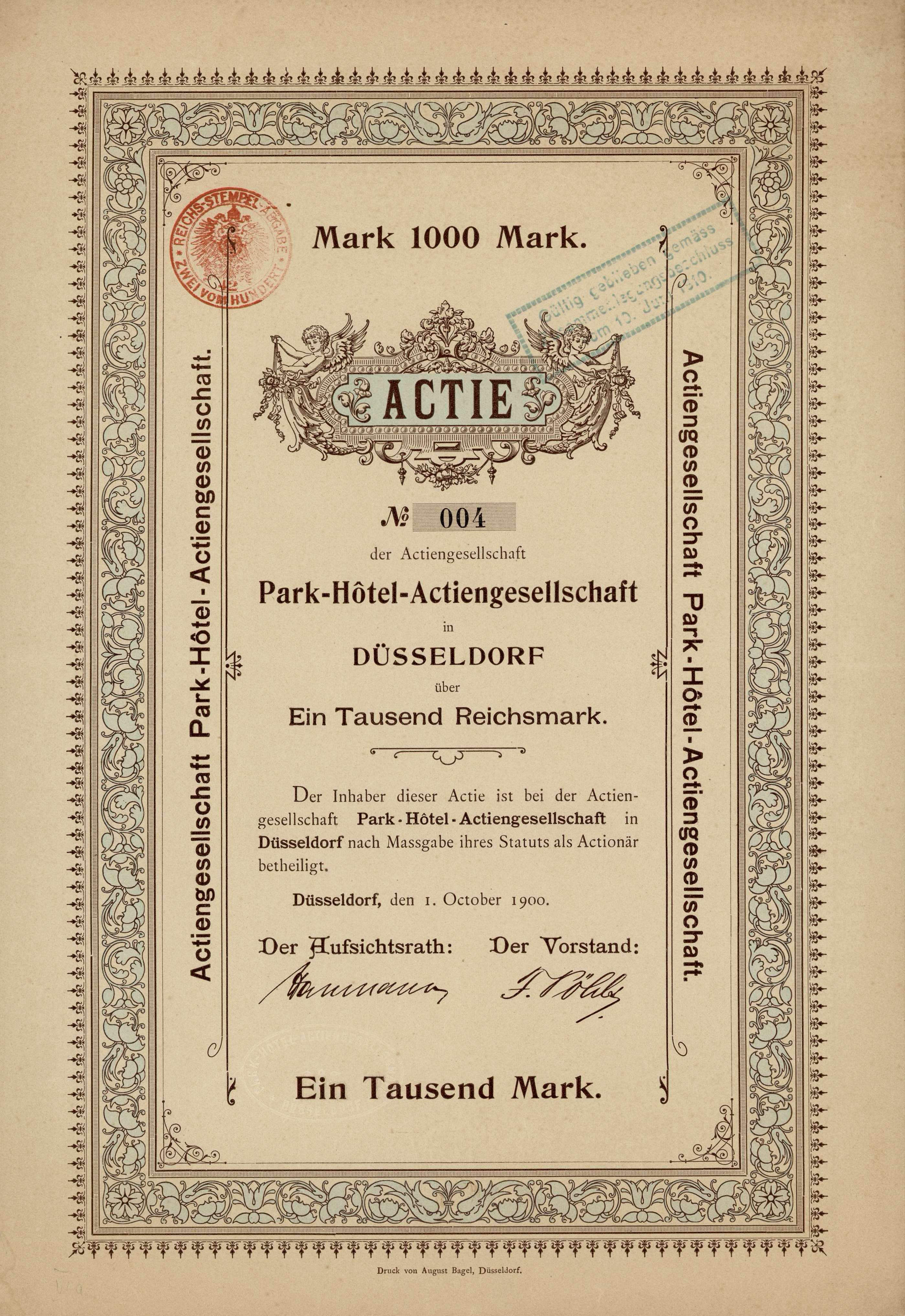
Aktie über 1000 RM der Park-Hôtel-AG in Düsseldorf vom 1. Oktober 1900

Im Jahre 1900 wurde die Park-Hôtel-AG für den Bau und Betrieb eines Luxushotels in Düsseldorf gegründet.
Der mittlere Teil des Hotelbaus wurde für die Industrie- und Gewerbeausstellung Düsseldorf, die 1902 stattfand, von 1901 bis 1902 nach Entwürfen der Architekten Kayser & von Großheim und Max Wöhler errichtet. 

„Die Ausführung lag in den Händen von Ph. Holzmann & Co. in Frankfurt a.M. für die gesamten Rohbauarbeiten und die einfacheren Stuck- und Schreinerarbeiten, von H.Pallenbergin Köln a. Rh. für die dekorative Ausstattung der Empfangsräume, Restaurants und Salons. Das Haus enthält 90 Zimmer mit 120 Betten. Im Keller liegen die Wirtschaftsräume. Das Erdgeschoss enthält ausser grossem Vestibül Halle, Damenzimmer, Schreib- und Lesezimmer die Restaurationsräume und Bureaus. Der Rest des Geschosses ist zu Läden ausgebaut. In den drei Obergeschossen sind Salons, Schlafzimmer und Bäder so angeordnet, dass zwei bis fünf Räume durch eine Entreethür abgeschlossen werden können und auf diese Weise für längeren Aufenthalt Wohnungen zu schaffen sind. In jedem Geschoss befinden sich Zimmer für mitreisende Dienerschaft. Das Haus ist mit massiven Decken ausgeführt, mit Dampfniederdruckheizung, Warmwasserleitung und elektrischem Licht versehen. Die Aufzüge werden hydraulisch betrieben. Der Gepäckaufzug ist direkt von der Strasse zugänglich. Die Baukosten betragen 850000 Mk.“

Anfang Oktober 1903 logierte der 28-jährige Schriftsteller Thomas Mann im Hotel. Eindrücke seines Aufenthalts verarbeitete er in dem Roman Königliche Hoheit. 1912 erweiterte Wöhler die Nord- und Südflügel. 1932 hielt Adolf Hitler im Parkhotel eine Rede vor dem Industrie-Club, welcher dort bis heute seinen Sitz hat. Von 1936 bis 1939 wurde nach Plänen der Architekten Karl Wach und Heinrich Rosskotten ein großer Saal durch Überbauung der Höfe geschaffen. 1944 wurde das Parkhotel durch Luftangriffe schwer beschädigt, wobei die oberste Etage vollständig ausbrannte. Nach dem Kriegsende 1945 diente das Gebäude zunächst als "Headquartier" der Alliierten Soldaten. Mit der Freigabe am 15. November 1951 nutzte es die Mannesmann AG bis 1953 als vorübergehendes Verwaltungsgebäude. Anschließend übernahm die Albert Steigenberger Hotelgesellschaft das Haus. Bei den folgenden Umbauten und Renovierungsarbeiten wurde das vierte Obergeschoss als zurückgesetztes Mansardgeschoss realisiert. Aufgrund der „guten Fassadengestaltung und der städtebaulichen Bedeutung“ wurde das Gebäude in die Denkmalliste eingetragen. So zeigen die Fassaden „italienische Renaissanceformen“ und sind in Hoheleger Tuffstein ausgeführt. Der letzte größere Umbau, verbunden mit einer Modernisierung des Hotels, wurde 2012 durchgeführt.

## Trivia
Weil der Serienmörder Peter Kürten angab, im Hofgarten vor dem Parkhotel einem Schwanenküken nach einem tödlichen Halsschnitt das Blut aus der Wunde gesaugt zu haben, verlieh ihm die Boulevardpresse der Weimarer Republik den Spitznamen Der Vampir von Düsseldorf.

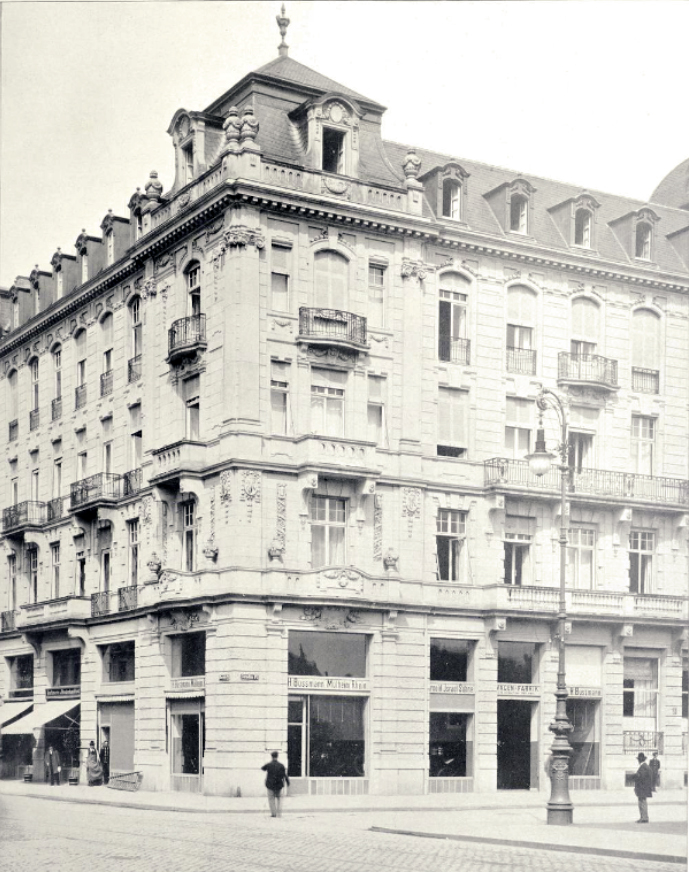
Parkhotel Eckrisalit (1903)
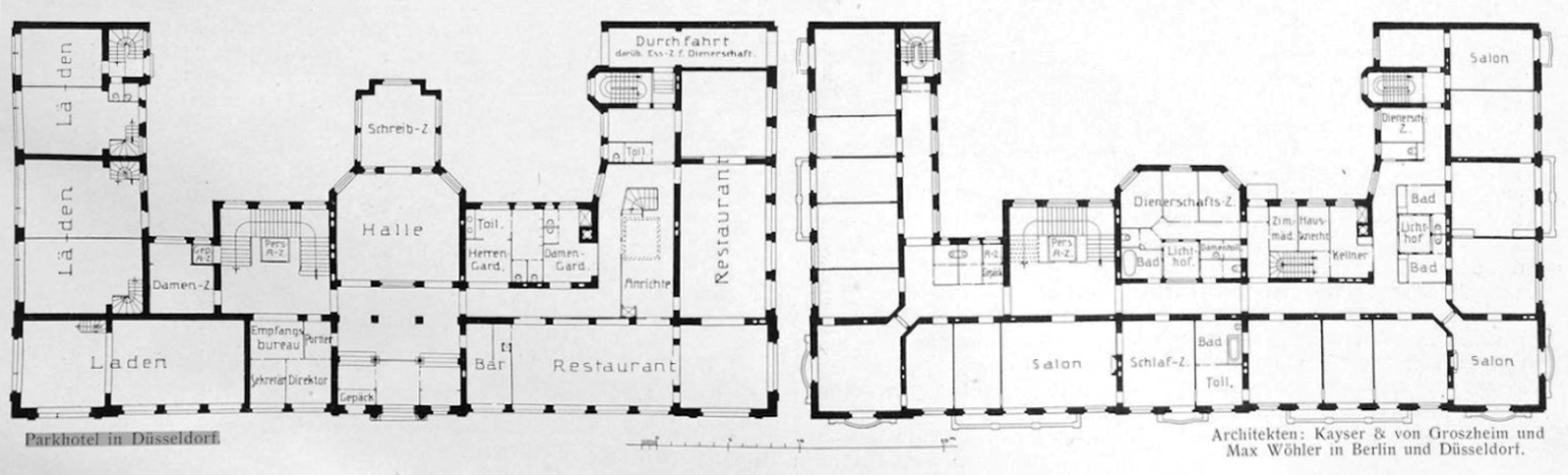
Parkhotel Grundriss (1901)
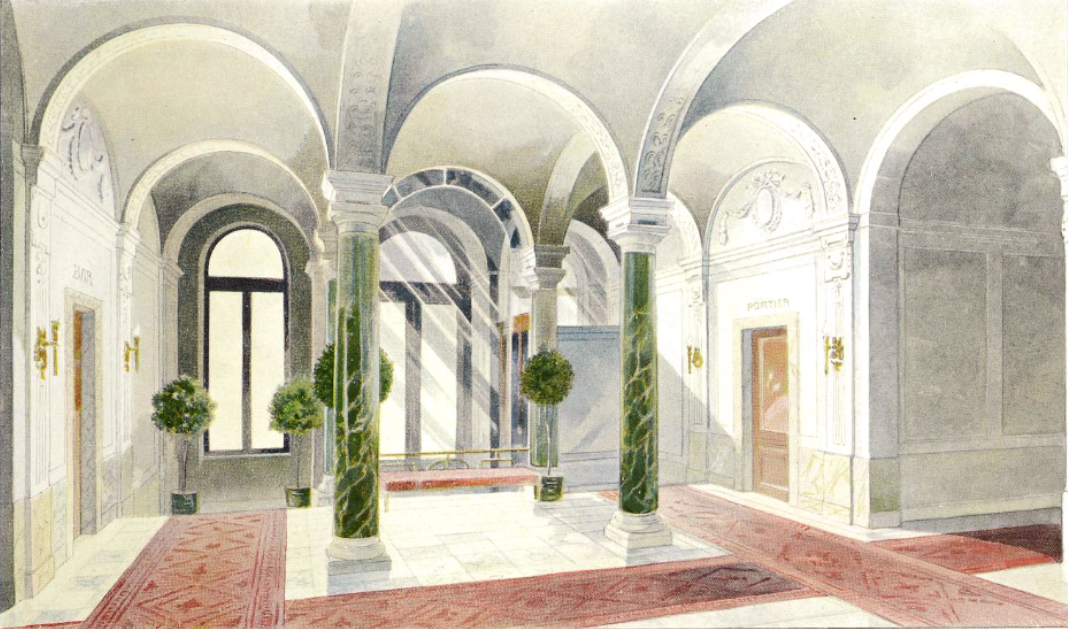
Vestibül (1902)
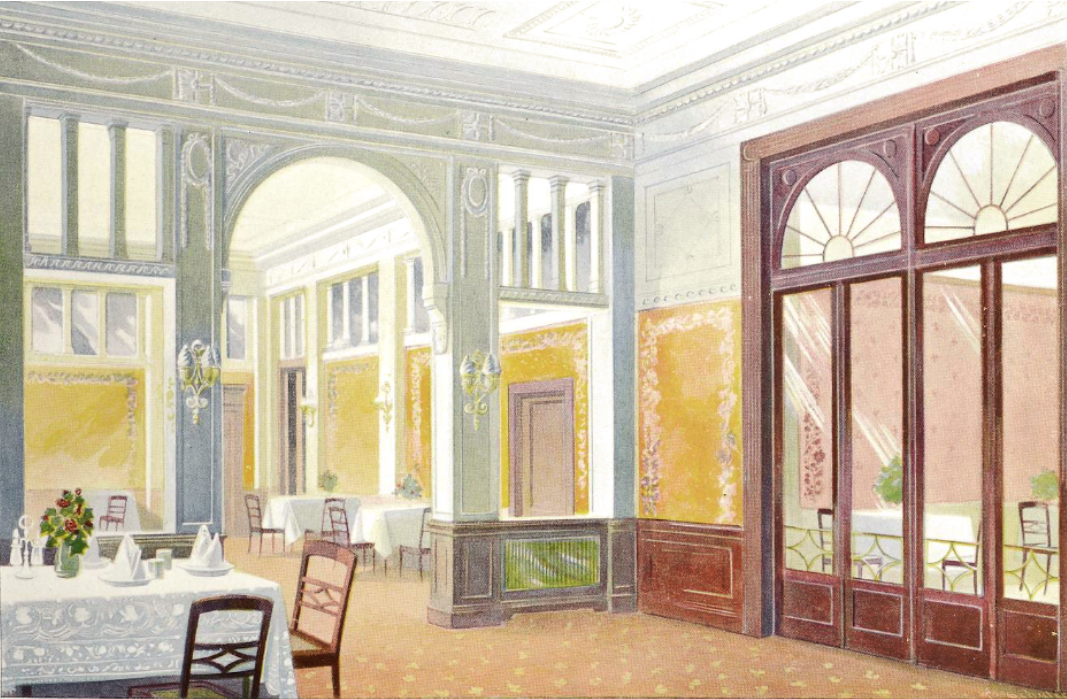
Restaurant (1902)
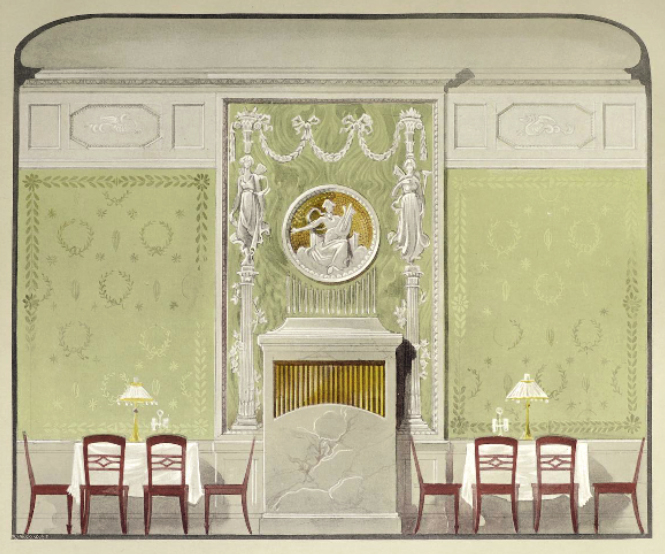
Wand im Restaurant (1902)
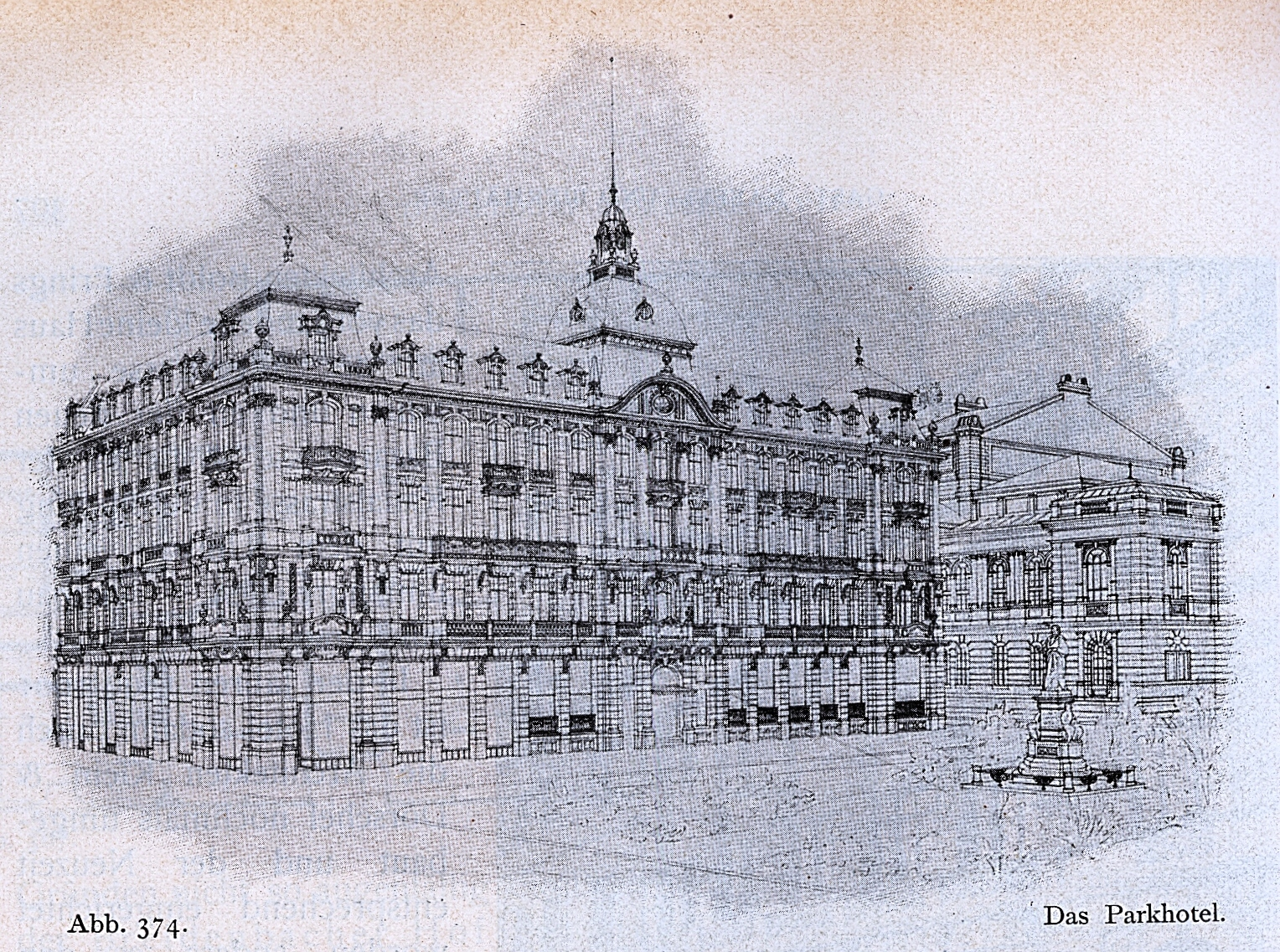
Das Parkhotel vor der Zerstörung im Zweiten Weltkrieg
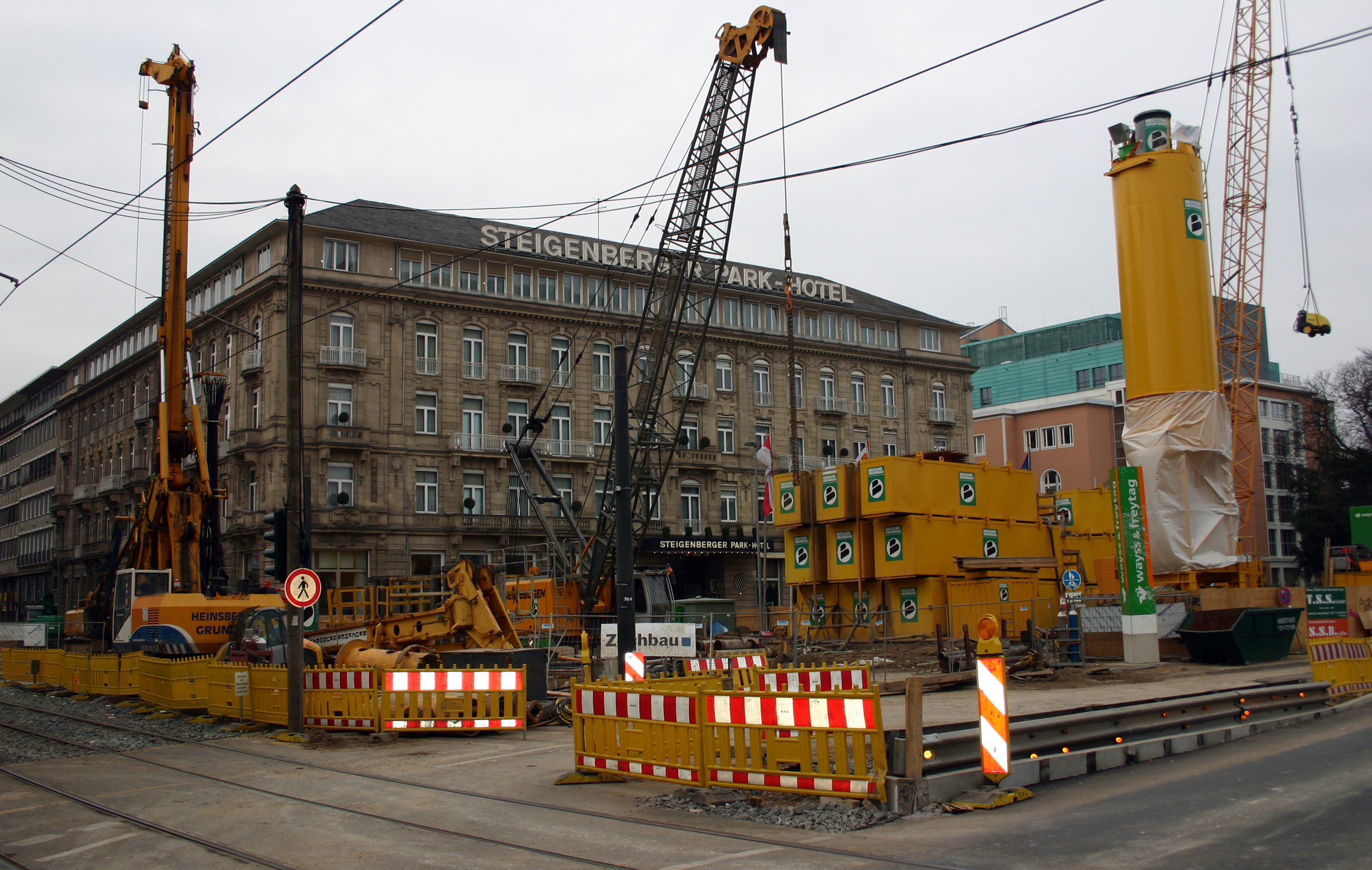
Das vereinfacht wiederaufgebaute Parkhotel, mit Baustelle U-Bahnerweiterung und Kö-Bogen (2011)
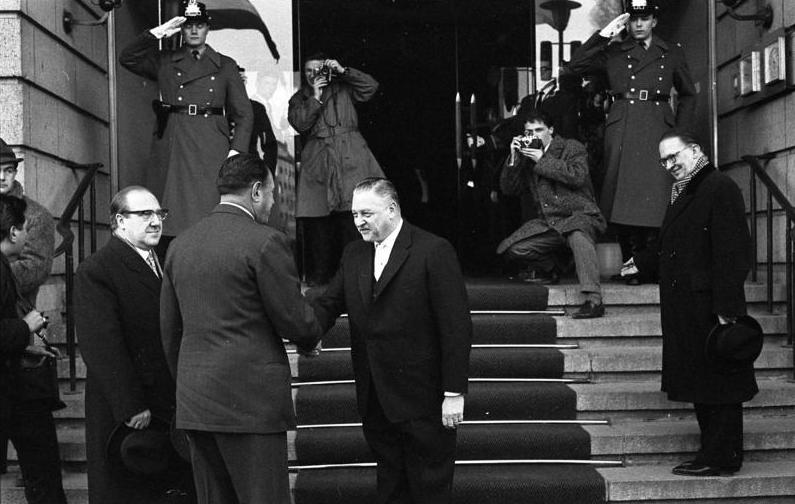
Der Staatspräsident von Pakistan, Mohammad Ayub Khan mit Ministerpräsident Franz Meyers vor dem Parkhotel
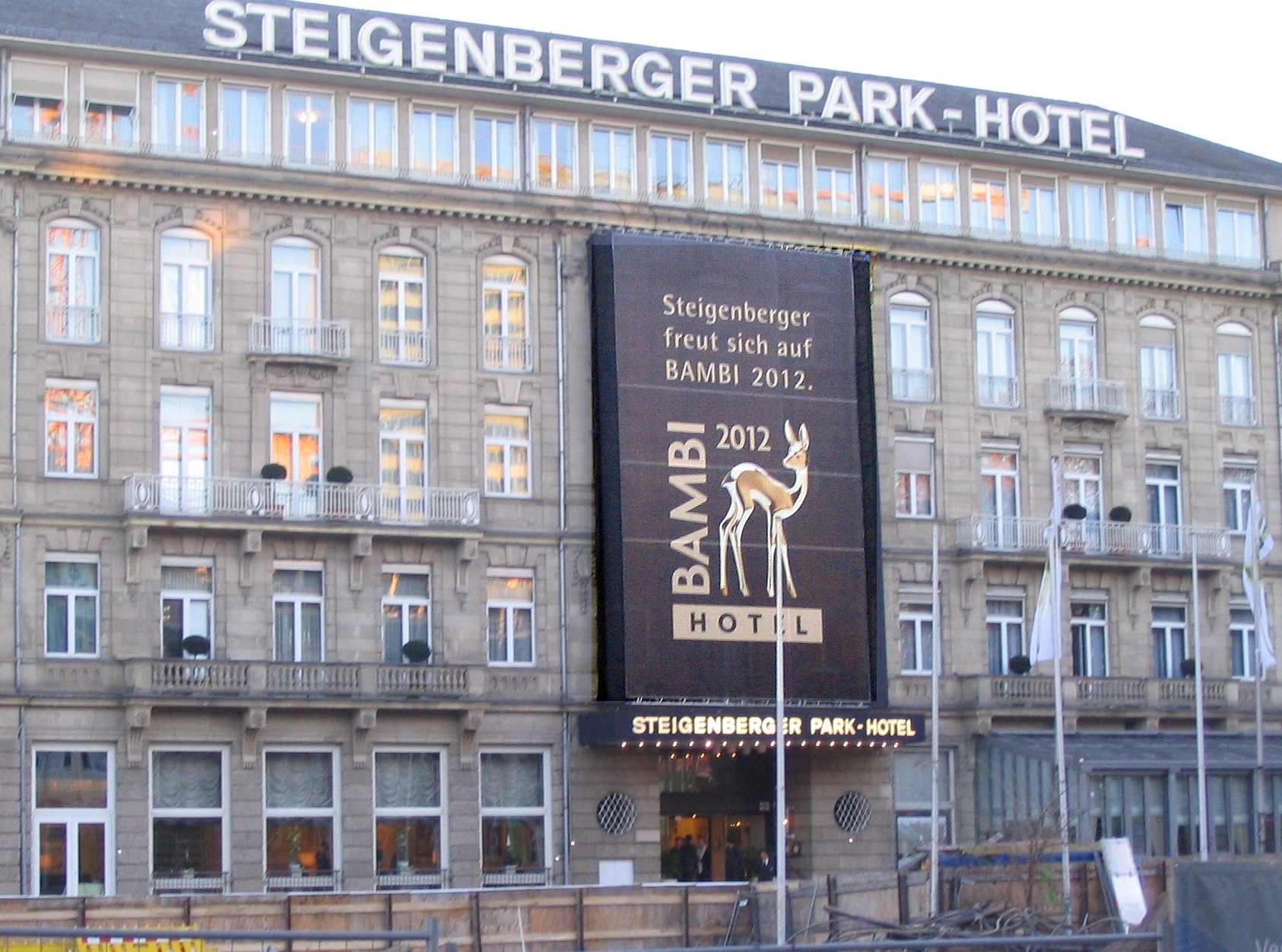
Hotel zur Bambiverleihung 2012
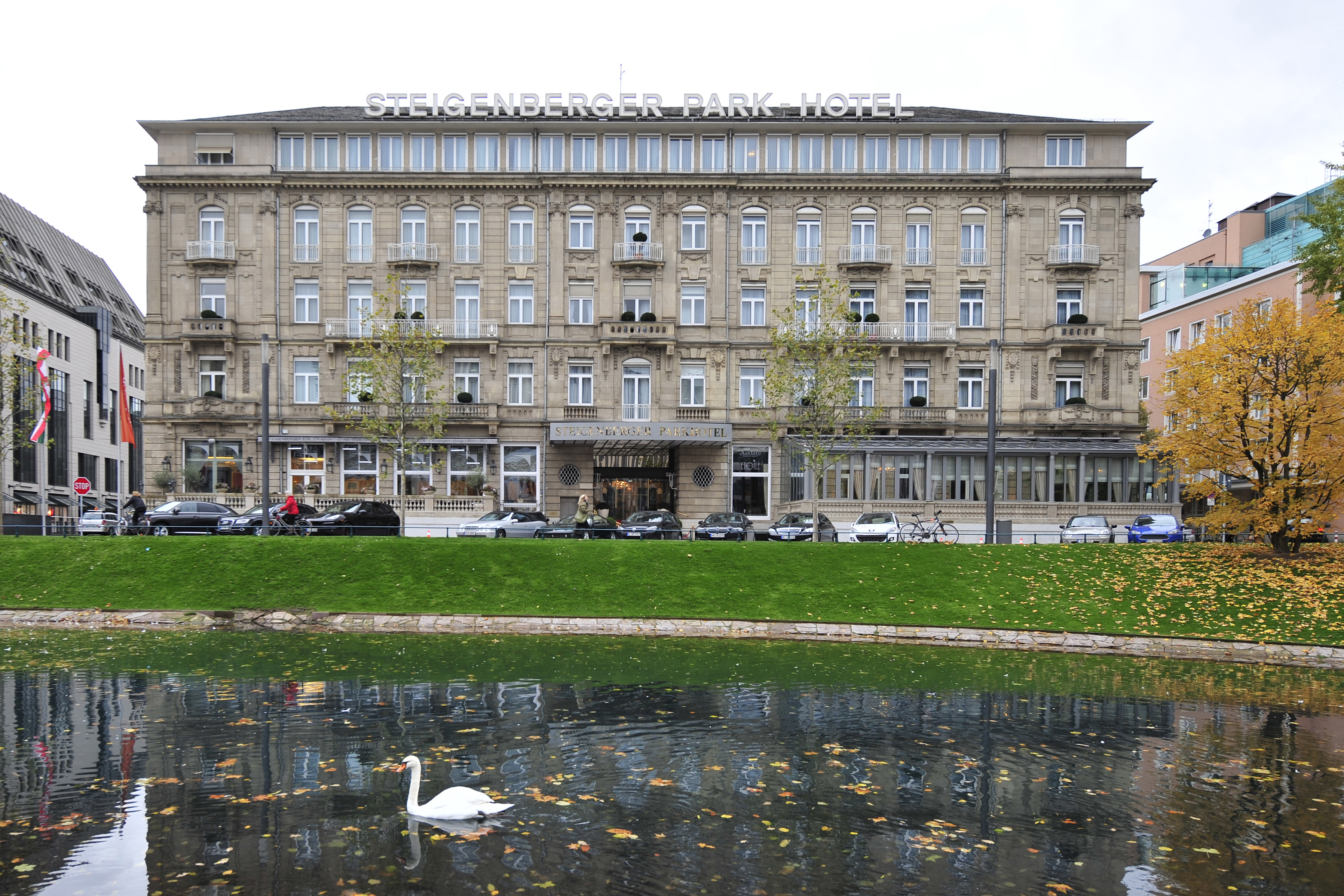
Hotel 2013
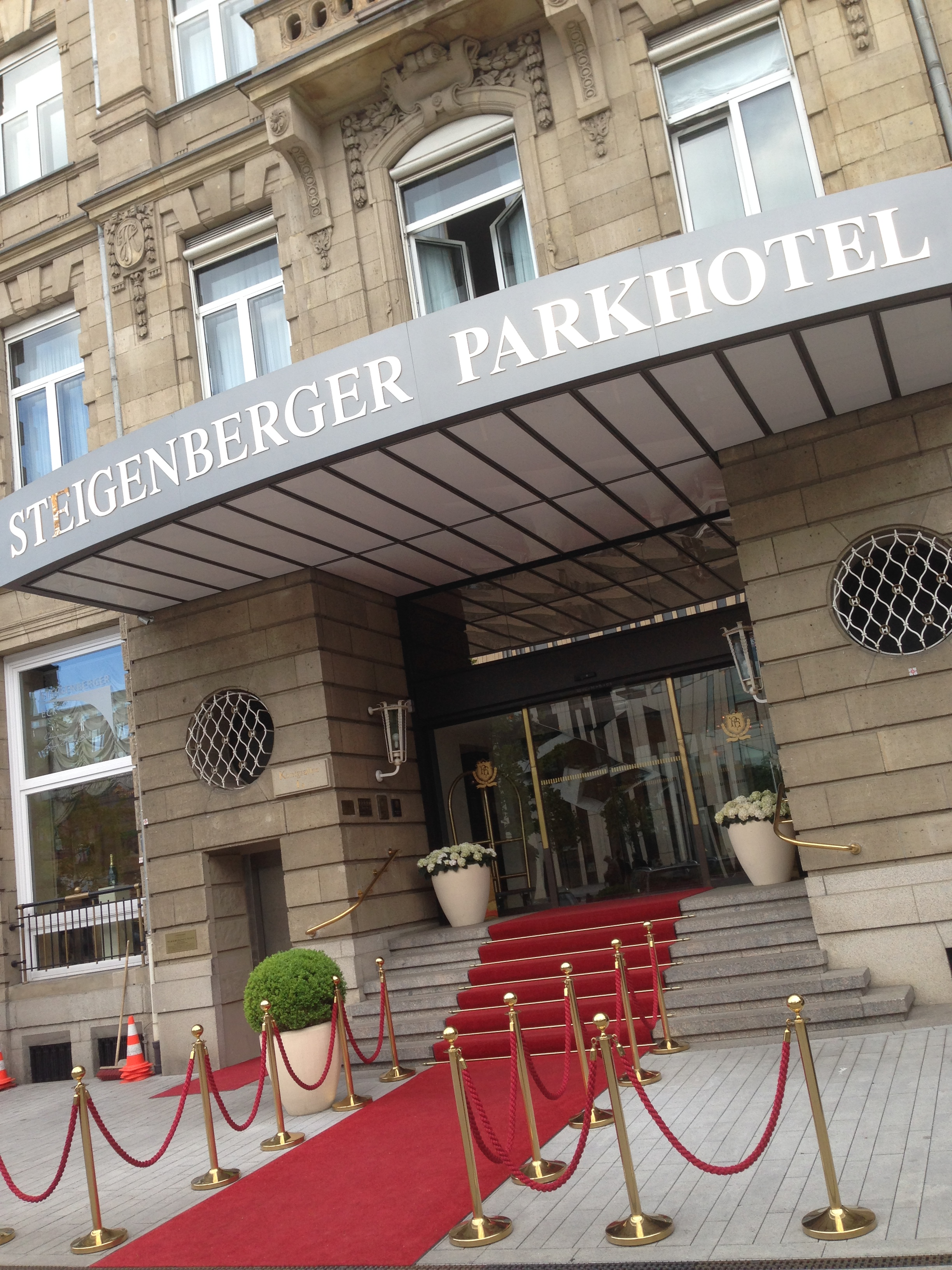
Steigenberger Parkhotel Düsseldorf, Stand: Mai 2014

## Ausstattung
Das Fünf-Sterne-Hotel besitzt aktuell 119 Zimmer und 11 Suiten. Sieben Tagungsräume sind vorhanden sowie mehrere Restaurants und eine Bar. Weiterhin besitzt das Hotel ein modernes Spa mit Fitnessbereich, Sauna und Dampfbad.

## Unternehmen
Das Hotel wurde 2004 von der Steigenberger Hotel Group erworben, die zu diesem Zeitpunkt noch der Familie Steigenberger gehörte. 2009 wurde die Hotel Group an die ägyptische Travco Group verkauft, die das Unternehmen und das Parkhotel weiterhin unter dem Namen Steigenberger fortführt.